# Stammheim (okręg administracyjny Stuttgartu)
Stammheim, Stuttgart-Stammheim – okręg administracyjny (Stadtbezirk) w Stuttgarcie, w kraju związkowym Badenia-Wirtembergia. Liczy 11 714 mieszkańców (31 grudnia 2011) i ma powierzchnię 4,34 km².